# 시미즈 게이스케
시미즈 게이스케(일본어: 清水 圭介, 1988년 11월 25일 ~ )는 일본의 축구 선수이다.

## 구단 경력
그는 2007년부터 2024년까지 J리그의 오이타 트리니타, 아비스파 후쿠오카, 교토 상가 FC, 세레소 오사카에서 활동하였다.